# Lijst van personen overleden in mei 2020
Dit is een lijst van bekende personen die zijn overleden in mei 2020.

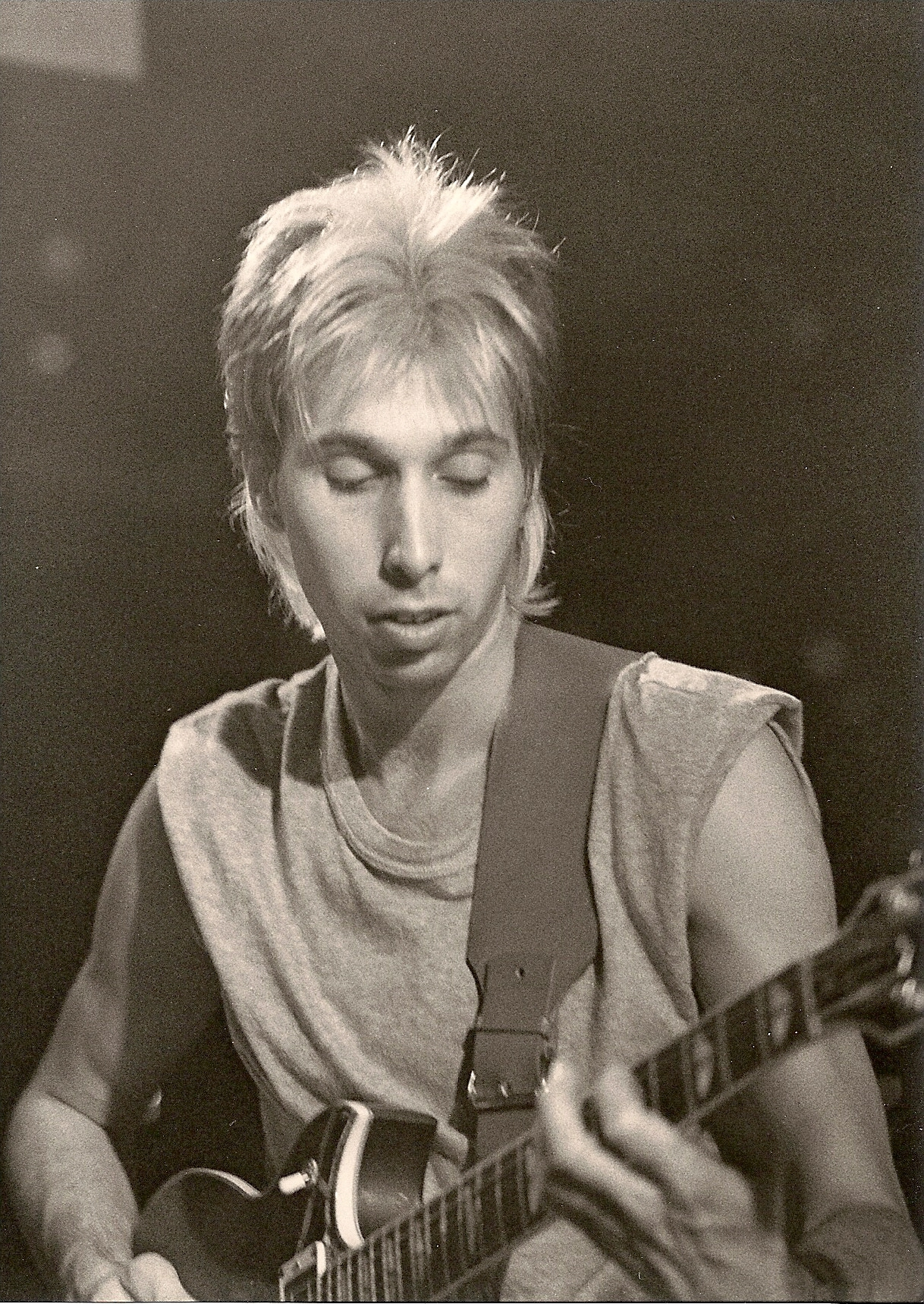
Will Theunissen
1 mei

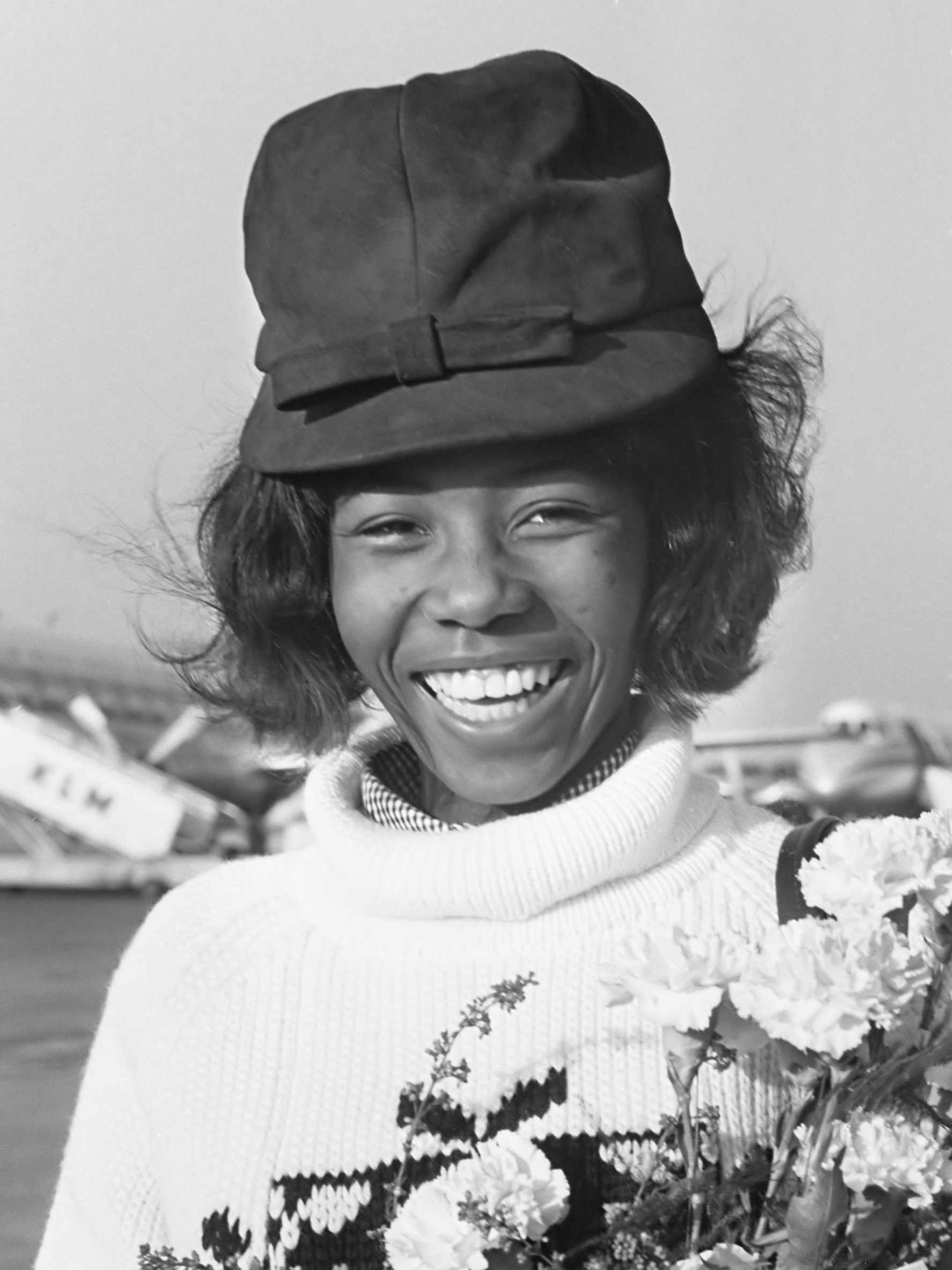
Millie Small
5 mei

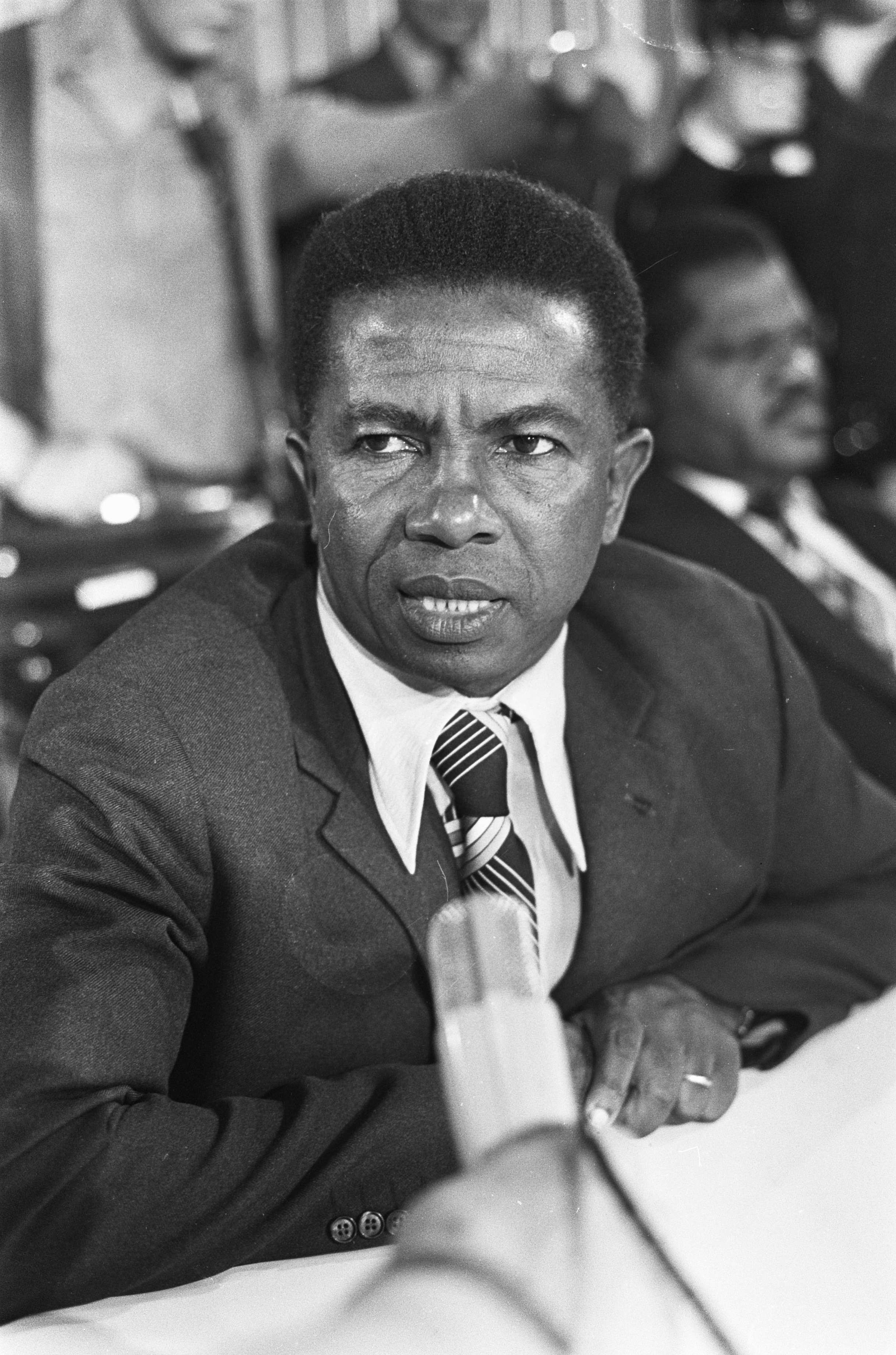
Emile Wijntuin
7 mei

Roy Horn
8 mei

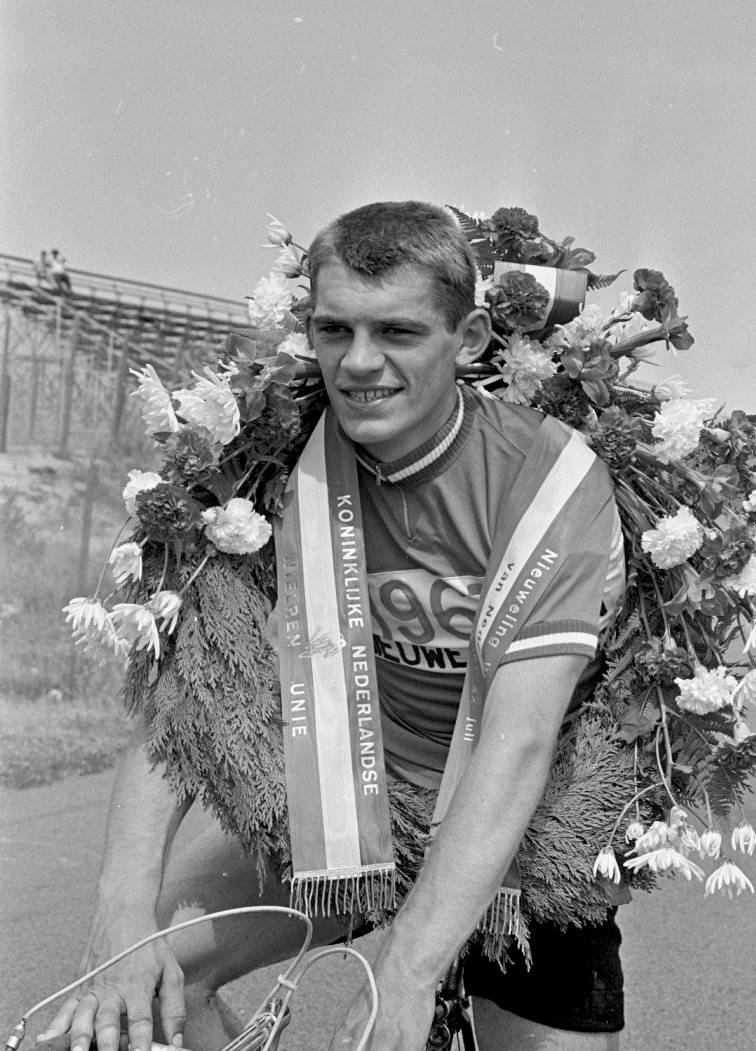
Jan Aling
9 mei

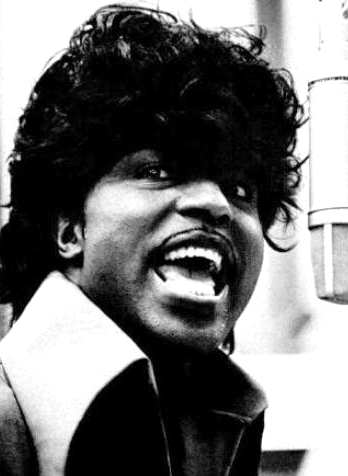
Little Richard
9 mei

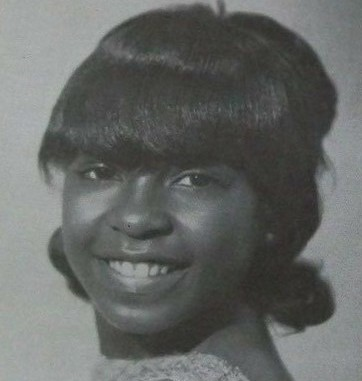
Betty Wright
10 mei

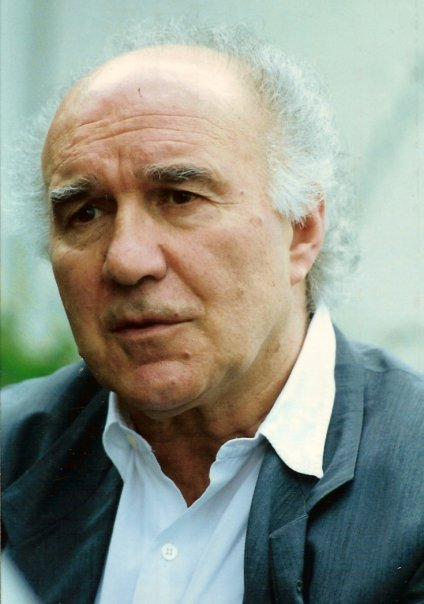
Michel Piccoli
12 mei

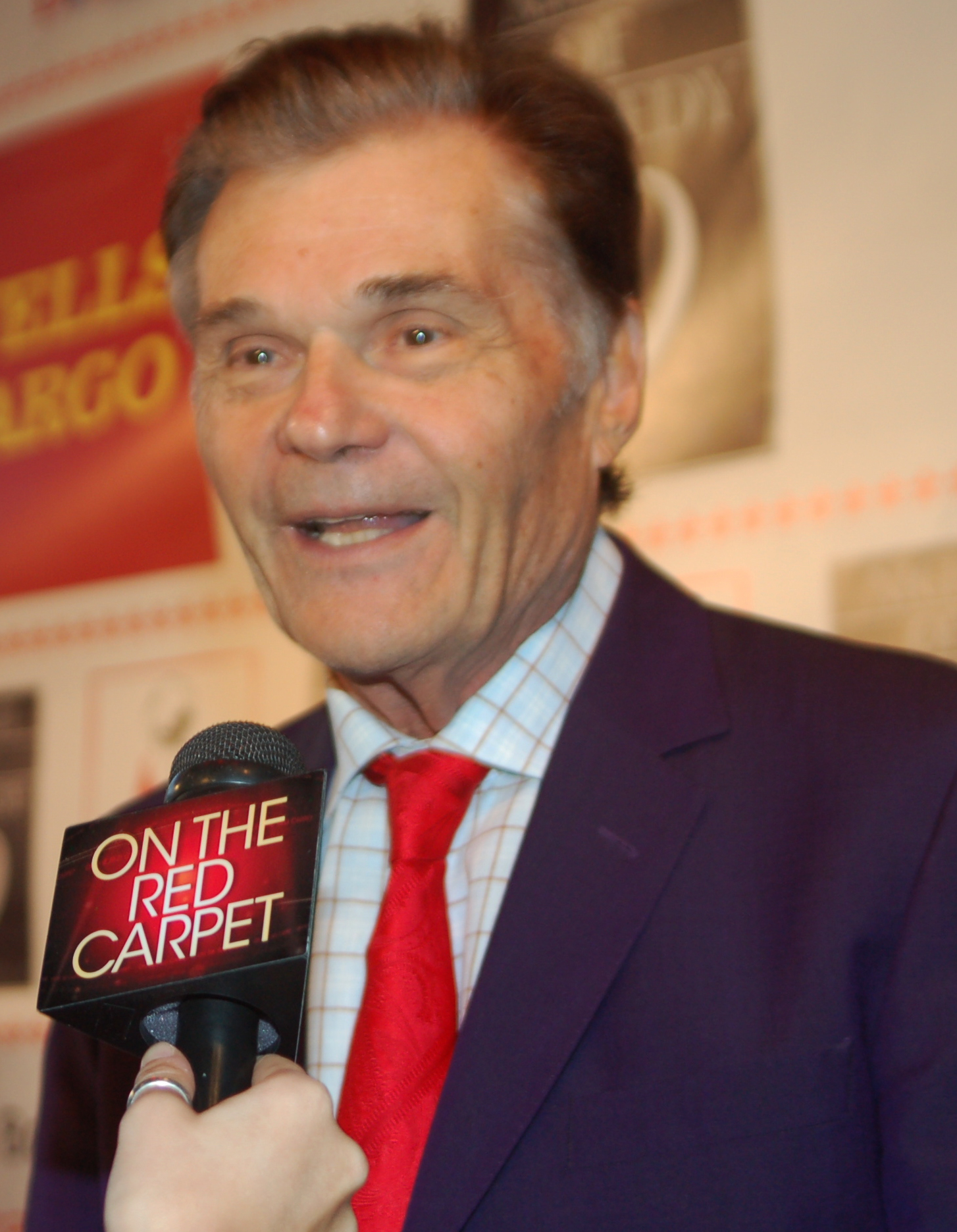
Fred Willard
15 mei

Shad Gaspard
17 mei

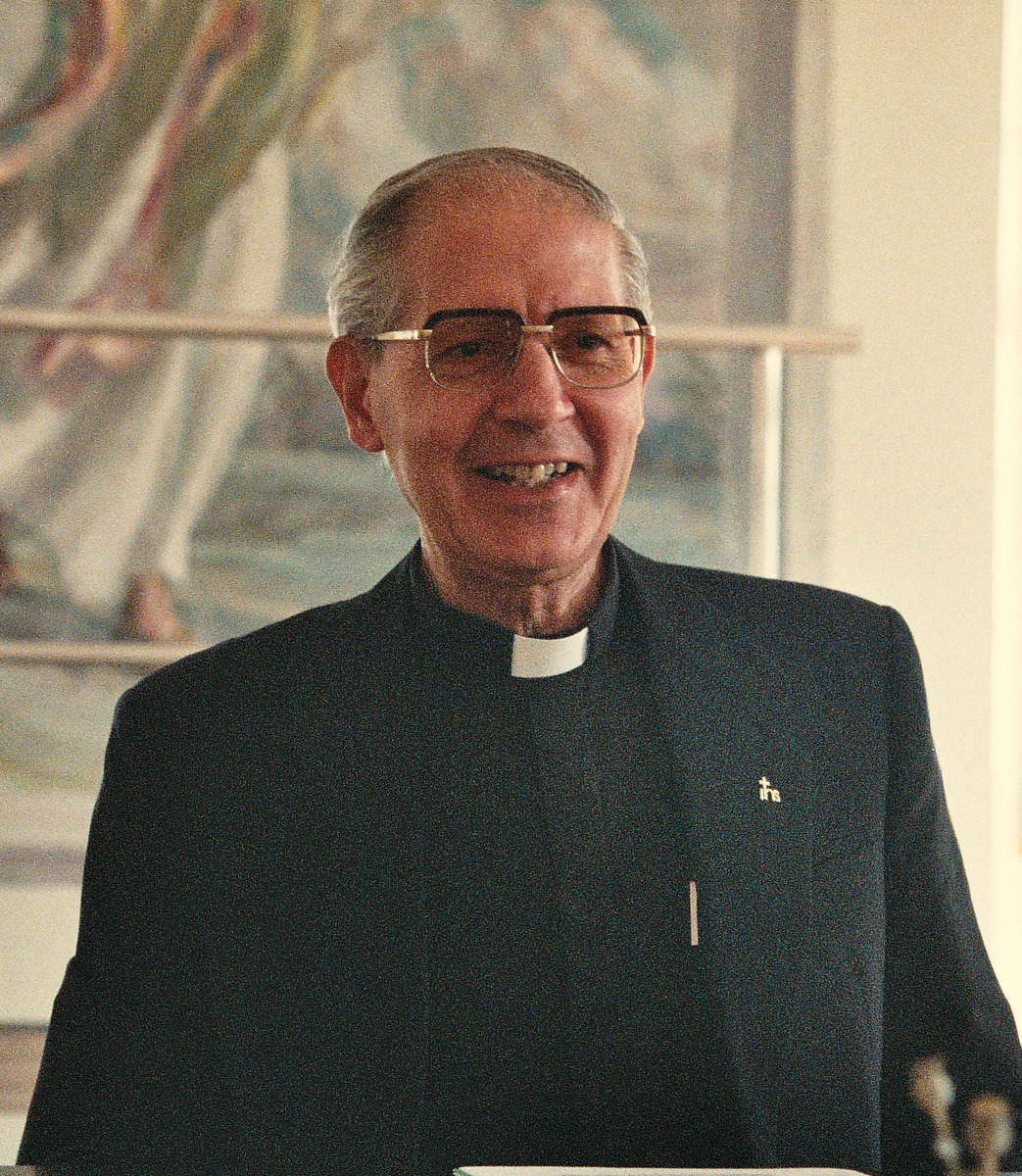
Adolfo Nicolás
20 mei

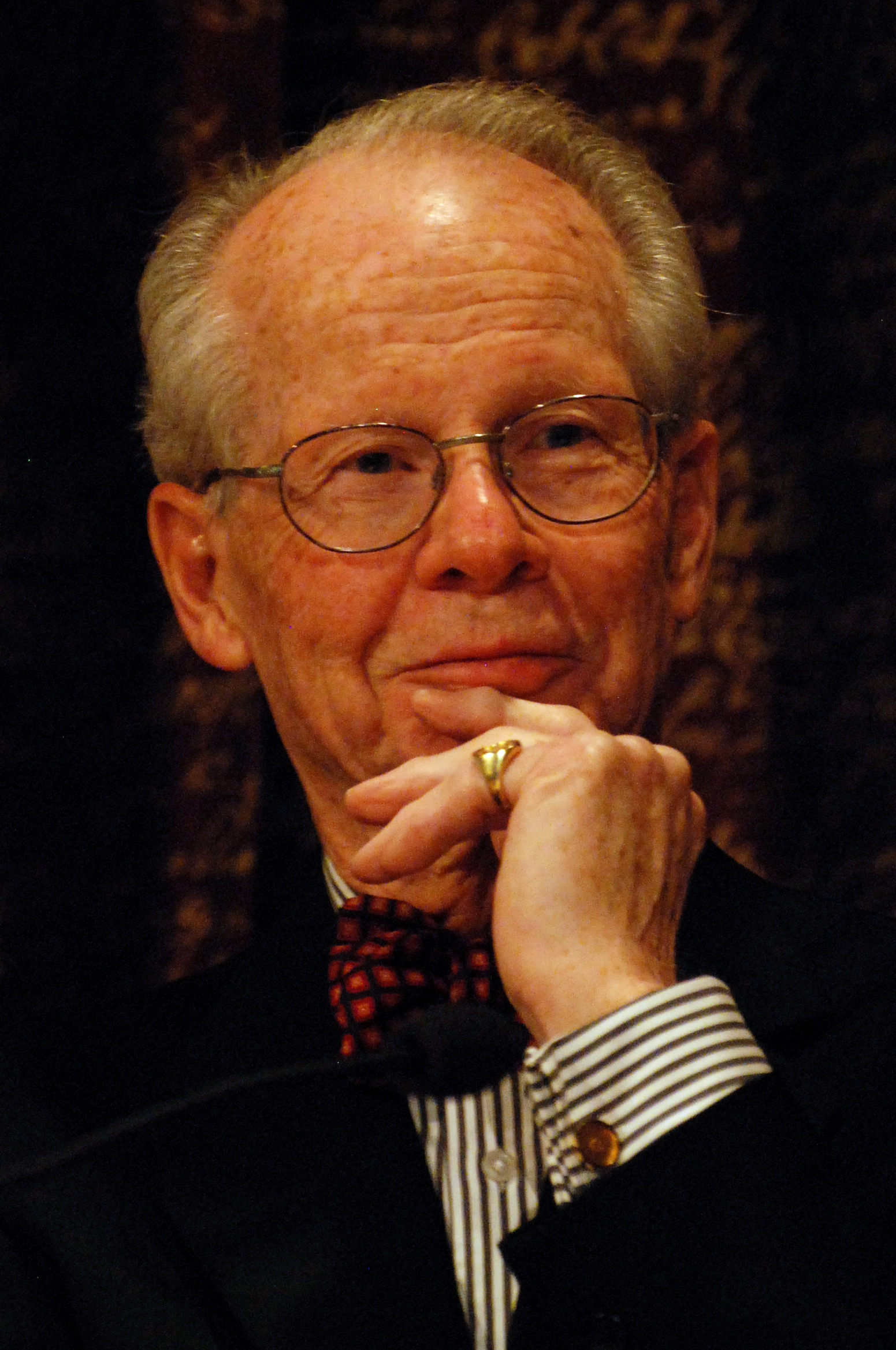
Oliver E. Williamson
21 mei

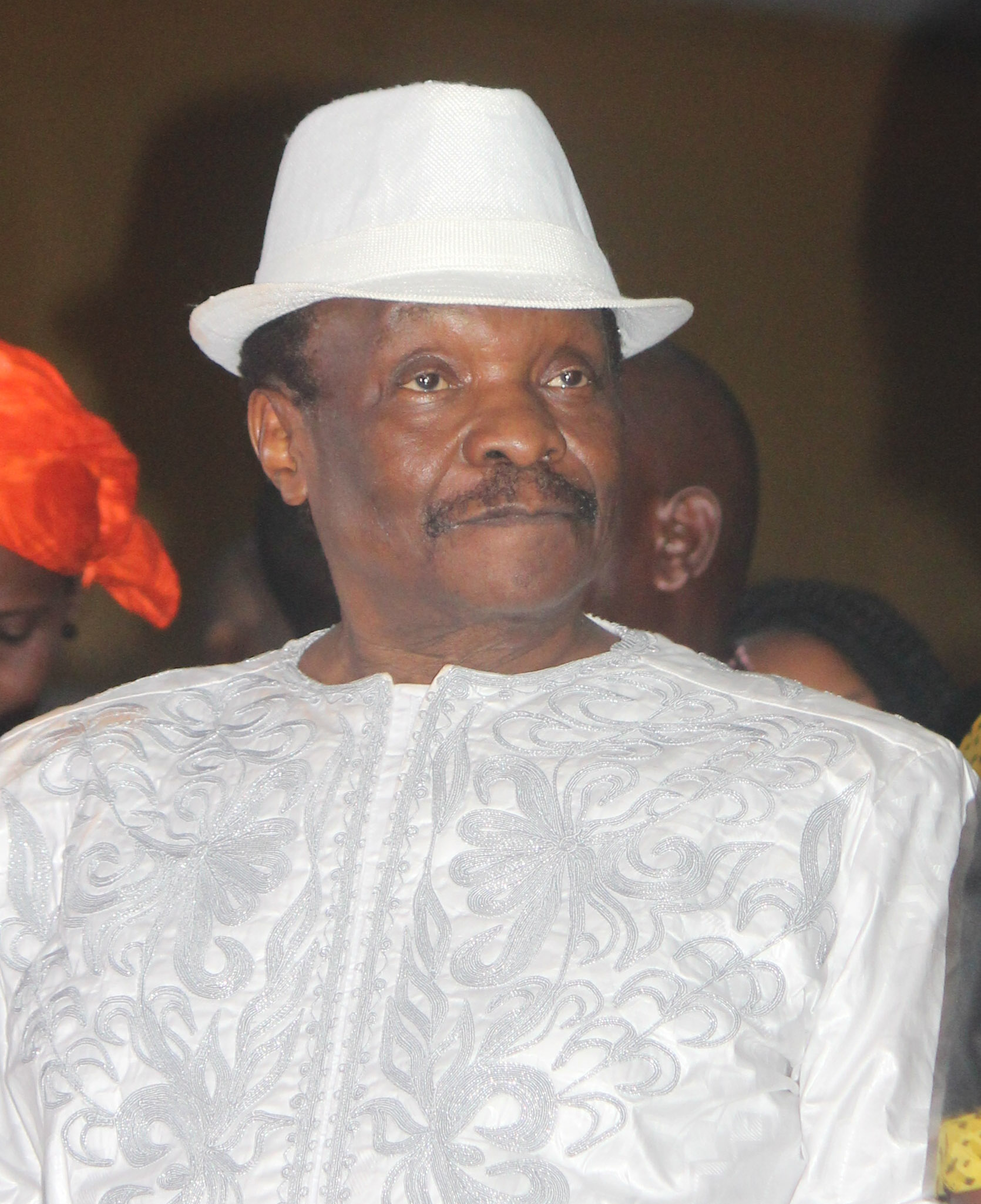
Mory Kanté
22 mei

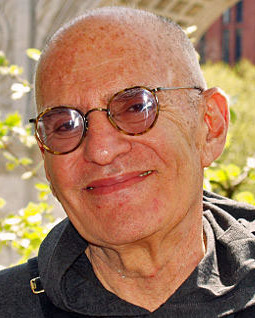
Larry Kramer
27 mei

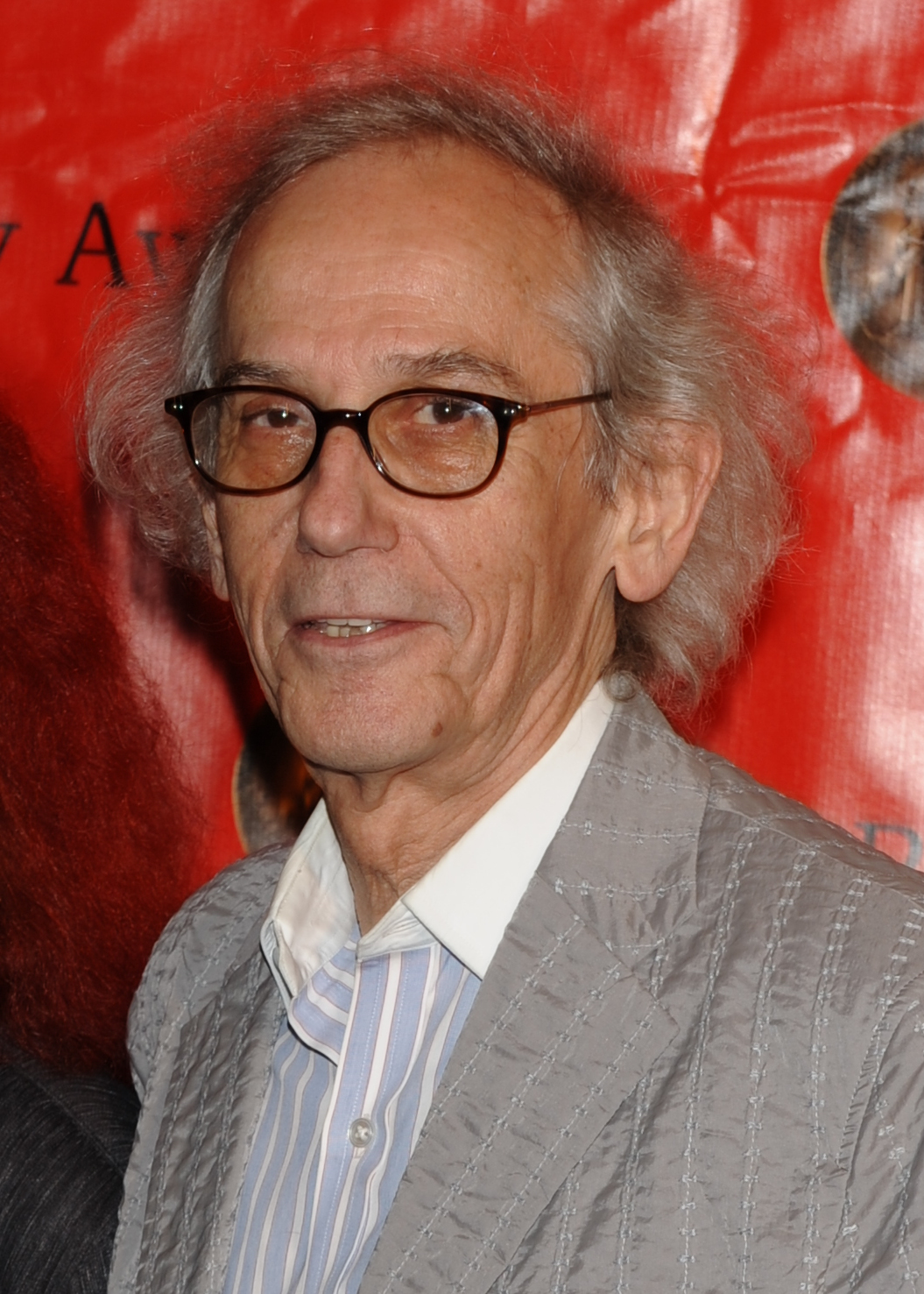
Christo
31 mei

| 1 | 2 | 3 | 4 | 5 | 6 | 7 | 8 | 9 | 10 | 11 | 12 | 13 | 14 | 15 | 16 | 17 | 18 | 19 | 20 | 21 | 22 | 23 | 24 | 25 | 26 | 27 | 28 | 29 | 30 | 31 |
| - | - | - | - | - | - | - | - | - | -- | -- | -- | -- | -- | -- | -- | -- | -- | -- | -- | -- | -- | -- | -- | -- | -- | -- | -- | -- | -- | -- |

### 1 mei
- Ben Hoekendijk (81), Nederlands evangelist en zeezeiler[1]
- Dolf Niezen (94), Nederlands voetballer[2]
- Will Theunissen (65), Nederlands gitarist[3]
- Georgios Zaimis (82), Grieks zeiler[4]
- Sabine Zimmermann (68), Duits presentatrice[5]

### 2 mei
- Richie Cole (72), Amerikaans jazzsaxofonist en -componist[6]
- Hamid Cheriet (Idir) (70), Algerijns zanger[7]
- Maret-Mai Otsa-Višnjova (89), Sovjet-Russisch basketbalspeelster[8]

### 3 mei
- Eelke Bakker (109), oudste Nederlandse man[9]
- Ömer Döngeloğlu (52), Turks theoloog, schrijver, programmamaker en presentator[10]
- John Ericson (93), Duits-Amerikaans acteur[11]
- Dave Greenfield (71), Brits toetsenist[12]

### 4 mei
- Michael McClure (87), Amerikaans dichter, toneelschrijver en essayist[13]
- Don Shula (90), Amerikaans American football-coach[14]
- Frederick Tillis (90), Amerikaans jazzcomponist, -saxofonist en dichter[15]

### 5 mei
- Sergei Ivanovich Adian (89), Russisch wiskundige[16]
- Sweet Pea Atkinson (74), Amerikaans zanger[17]
- Danny Fisher (80), Belgisch zanger en gitarist[18]
- Jan Halvarsson (77), Zweeds langlaufer[19]
- Kjell Karlsen (88), Noors jazzmuzikant, bandleider en -componist[20]
- Millie Small (73), Jamaicaans zangeres[21]

### 6 mei
- Pim Groen, Nederlands materiaalwetenschapper[22]
- Willy Hautvast (87), Nederlands componist en dirigent[23]
- Brian Howe (66), Brits zanger[24]
- Leslie Pope (65), Amerikaans decorontwerpster[25]

### 7 mei
- Daniel Cauchy (90), Frans filmacteur en producer[26]
- Andre Harrell (59), Amerikaans platenbaas[27]
- Antonio González Pacheco (73), Spaans politie-inspecteur[28]
- Maks Velo (84), Albanees architect, ontwerper en beeldend kunstenaar[29]
- Emile Wijntuin (95), Surinaams politicus[30]

### 8 mei
- Mark Barkan (85), Amerikaans songwriter[31]
- Pascalis Dardoufas (52), Duitse dj en producer[32]
- Clifton Giersthove (47), Nederlands zanger[33]
- Roy Horn (75), Duits-Amerikaans goochelaar[34]
- Byron Mallott (77), Amerikaans politicus[35]
- Waldemar Otto (91), Duits beeldhouwer[36]
- Cécile Rol-Tanguy (101), Frans verzetsstrijdster[37]
- Iepe Rubingh (45), Nederlands kunstenaar[38]

### 9 mei
- Jan Aling (70), Nederlands wielrenner[39]
- Kristina Lugn (71), Zweeds dichteres[40]
- Richard Penniman (Little Richard) (87), Amerikaans zanger en pianist[41]
- Gino Silva (72), Amerikaans acteur[42]

### 10 mei
- Betty Wright (66), Amerikaans soulzangeres[43]
- Abraham Yakin (95), Israëlisch beeldend kunstenaar en graficus[44]

### 11 mei
- Albert One (64), Italiaans zanger en producer[45]
- Terry Erwin (79), Amerikaans entomoloog[46]
- Christian Kieckens (69), Belgisch architect en fotograaf[47]
- Moon Martin (69), Amerikaans zanger en songwriter[48]
- Ietje Paalman-de Miranda, Surinaams-Nederlands wiskundige en hoogleraar[49]
- Jerry Stiller (92), Amerikaans acteur en komiek[50]

### 12 mei
- Renato Corti (84), Italiaans kardinaal[51]
- Michel Piccoli (94), Frans acteur en regisseur[52]
- Mischa de Vreede (83), Nederlands dichteres en schrijfster[53]

### 13 mei
- Ágnes Babos (76), Hongaars handbalspeelster en handbalcoach[54]
- Gabriel Bacquier (96), Frans bariton[55]
- Gérard Dionne (100), Canadees bisschop[56]
- Rolf Hochhuth (89), Duits auteur[57]
- Shobushi Kanji (28), Japans sumoworstelaar[58]
- Astrid Kirchherr (81), Duits fotografe en kunstenares[59]
- Derek Lawrence (78), Brits geluidstechnicus en muziekproducent[60]

### 14 mei
- Teresa Aquino-Oreta (75), Filipijns politica[61]
- Hans Cohen (97), Nederlands microbioloog[62]
- Phyllis George (70), Amerikaans zakenvrouw, actrice en sportscaster[63]
- Attila Ladinszky (70), Hongaars voetballer[64]
- Angelo Lo Forese (100), Italiaans tenor[65]
- Ronald Ludington (85), Amerikaans kunstschaatser[66]
- Liévin Monballieu (89), Belgisch kok[67]
- Johan Ooms (75), Nederlands acteur[68]
- Jorge Santana (68), Mexicaans gitarist[69]

### 15 mei
- Brian Alexander (44), Amerikaans basketballer[70]
- Frank Bielec (72), Amerikaans interieurontwerper[71]
- Ezio Bosso (48), Italiaanse componist, pianist en dirigent[72]
- Phil May (75), Brits zanger[73]
- Franco Nenci (85), Italiaans bokser[74]
- Willy Schmidt (93), Nederlands voetballer[75]
- Lynn Shelton (54), Amerikaans filmregisseuse[76]
- Fred Willard (86), Amerikaans acteur en komiek[77]

### 16 mei
- Gerard Brady (82), Iers politicus[78]
- Pilar Pellicer (82), Mexicaans actrice[79]

### 17 mei
- José Cutileiro (85), Portugees diplomaat[80]
- Shad Gaspard (39), Amerikaans worstelaar[81]
- Hans-Joachim Gelberg (89), Duits schrijver en uitgever[82]
- Leon Gordenker (96), Amerikaans politicoloog[83]
- Monique Mercure (89), Canadees actrice[84]
- Lucky Peterson (55), Amerikaans muzikant[85]

### 18 mei
- Marko Elsner (60), Sloveens voetballer[86]
- Ken Osmond (76), Amerikaans acteur[87]
- Susan Rothenberg (75), Amerikaans kunstschilderes, grafica en tekenares[88]

### 19 mei
- David Brodman (84), Israëlisch rabbijn en vredesactivist[89]
- Huib Ovaa (46), Nederlands scheikundige[90]
- Mary-Anne Plaatjies van Huffel (60), Zuid-Afrikaans theologe[91]

### 20 mei
- Coos Combée (90), Nederlands burgemeester[92]
- Wolfgang Gunkel (72), Duits roeier[93]
- Adolfo Nicolás (84), Spaans jezuïet[94]

### 21 mei
- Aleksandr Gerasimov (61), Russisch ijshockeyspeler[95]
- Sergej Kramarenko (97), Sovjet-Russisch piloot[96]
- David Pawson (90), Brits schrijver en spreker[97]
- Hugo Ryckeboer (84), Belgisch taalkundige[98]
- Oliver E. Williamson (87), Amerikaans econoom en Nobelprijswinnaar[99]
- John Zdechlik (83), Amerikaans componist, muziekpedagoog en dirigent[100]

### 22 mei
- Ashley Cooper (83), Australisch tennisser[101]
- Francine Holley (100), Belgisch schilderes[102]
- Mory Kanté (70), Guinees zanger en muzikant[103]
- Miljan Mrdaković (38), Servisch voetballer[104]
- Luigi Simoni (81), Italiaans voetballer en trainer[105]
- Jerry Sloan (78), Amerikaans basketbalspeler[106]

### 23 mei
- Alberto Alesina (63), Italiaans econoom[107]
- Johann Weber (93), Oostenrijks bisschop[108]

### 24 mei
- Jimmy Cobb (91), Amerikaans jazzdrummer[109]

### 25 mei
- George Floyd (46), Amerikaans misdaadslachtoffer[110]
- Renate Krossner (75), Duits actrice[111]
- Balbir Singh sr. (96), Indiaas hockeyer[112]
- Vadão (63), Braziliaans voetbalcoach[113]
- Henri van Zanten (63), Nederlands kunstenaar[114]

### 26 mei
- Richard Herd (87), Amerikaans acteur[115]
- Irm Hermann (77), Duits actrice[116]
- Liesbeth Migchelsen (49), Nederlands voetbalster[117]
- Bonno Thoden van Velzen (87), Nederlands antropoloog, surinamist en afrikanist[118]

### 27 mei
- Larry Kramer (84), Amerikaans (toneel)schrijver en homoactivist[119]

### 28 mei
- Guy Bedos (85), Frans scenarioschrijver, stand-upcomedian en acteur[120]
- Claude Heater (92), Amerikaans operazanger[121]
- Bob Kulick (70), Amerikaans gitarist en platenproducer[122]
- Gustaaf De Smet (85), Belgisch wielrenner[123]
- Robert M. Laughlin (86), Amerikaans antropoloog en auteur[124]
- Lennie Niehaus (90), Amerikaans saxofonist, arrangeur en componist[125]
- Valentin Vermeersch (83), Belgisch kunsthistoricus en museumdirecteur[126]
- Bob Weighton (112), Brits supereeuweling en 's werelds oudste man[127]

### 29 mei
- Curtis Cokes (82), Amerikaans bokser[128]
- Eric Schreurs (61), Nederlands striptekenaar[129]
- Henk Steevens (88), Nederlands wielrenner[130][131]
- Célio Taveira Filho (79), Braziliaans voetballer[132]

### 30 mei
- Michael Angelis (68), Brits acteur[133]
- Susanne Komossa (64), Nederlands architect[134]
- Bobby Morrow (84), Amerikaans atleet[135]

### 31 mei
- Christo (84), Bulgaars-Amerikaans architect, beeldhouwer, installatiekunstenaar, schilder en tekenaar[136]
- Roger Decock (93), Belgisch wielrenner[137]
- Norman Lamm (92), Amerikaans rabbijn en auteur[138]
- Bob Northern (86), Amerikaans jazzmuzikant[139]

### Datum onbekend
- Dan van Husen (75), Duits acteur[140]
- Richard Schmidt (93), Duits poppenspeler en ondernemer[141]

januari ·
februari ·
maart ·
april ·
mei ·
juni ·
juli ·
augustus ·
september ·
oktober ·
november ·
december
1900 ·
1901 ·
1902 ·
1903 ·
1904 ·
1905 ·
1906 ·
1907 ·
1908 ·
1909 ·
1910 ·
1911 ·
1912 ·
1913 ·
1914 ·
1915 ·
1916 ·
1917 ·
1918 ·
1919 ·
1920 ·
1921 ·
1922 ·
1923 ·
1924 ·
1925 ·
1926 ·
1927 ·
1928 ·
1929 ·
1930 ·
1931 ·
1932 ·
1933 ·
1934 ·
1935 ·
1936 ·
1937 ·
1938 ·
1939 ·
1940 ·
1941 ·
1942 ·
1943 ·
1944 ·
1945 ·
1946 ·
1947 ·
1948 ·
1949 ·
1950 ·
1951 ·
1952 ·
1953 ·
1954 ·
1955 ·
1956 ·
1957 ·
1958 ·
1959 ·
1960 ·
1961 ·
1962 ·
1963 ·
1964 ·
1965 ·
1966 ·
1967 ·
1968 ·
1969 ·
1970 ·
1971 ·
1972 ·
1973 ·
1974 ·
1975 ·
1976 ·
1977 ·
1978 ·
1979 ·
1980 ·
1981 ·
1982 ·
1983 ·
1984 ·
1985 ·
1986 ·
1987 ·
1988 ·
1989 ·
1990 ·
1991 ·
1992 ·
1993 ·
1994 ·
1995 ·
1996 ·
1997 ·
1998 ·
1999 ·
2000 ·
2001 ·
2002 ·
2003 ·
2004 ·
2005 ·
2006 ·
2007 ·
2008 ·
2009 ·
2010 ·
2011 ·
2012 ·
2013 ·
2014 ·
2015 ·
2016 ·
2017 ·
2018 ·
2019 ·
2020 ·
2021 ·
2022 ·
2023 ·
2024 ·
2025